# دولنو سلو
دولنو سلو (به لاتین: Dolno Selo) یک منطقهٔ مسکونی در بلغارستان است که در شهرستان کیوستندیل واقع شده‌است.